# Rožnov
Rožnov (deutsch Roschnow) ist eine Gemeinde mit 378 Einwohnern in Tschechien. Sie liegt fünf Kilometer westlich von Jaroměř und gehört zum Okres Náchod. Die Katasterfläche beträgt 541 ha.

## Geographie

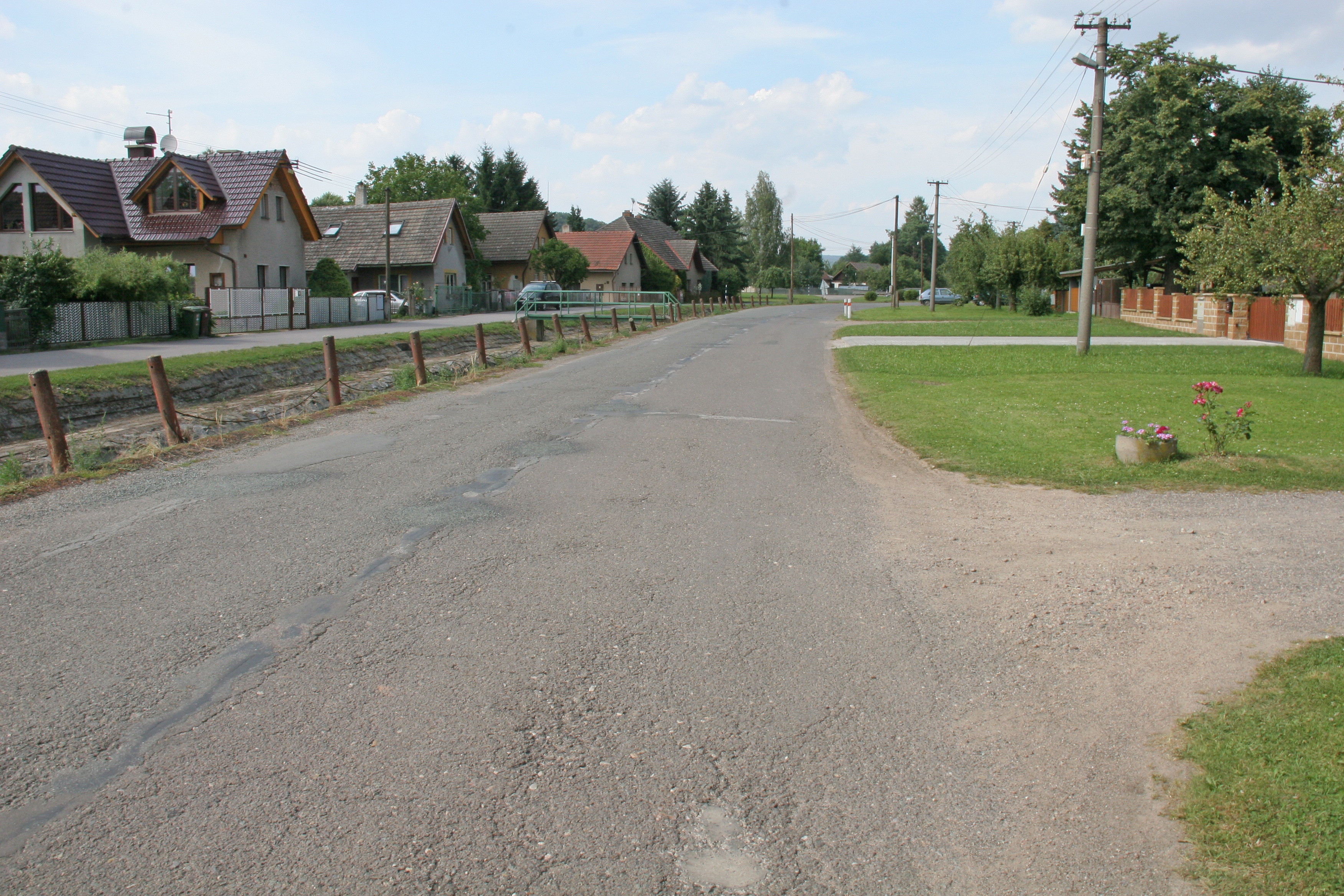
Rožnov

Der Ort befindet sich in 261 m ü. M. am Rande des Elbtals am Flüsschen Jordán. Östlich führt die Trasse der Staatsstraße 13/Europastraße 67 von Hradec Králové nach Jaroměř vorbei; dort befindet sich auch die vorgesehene Streckenführung für die Fortführung der Autobahn D 11.
Nachbarorte sind Velichovky und Rtyně im Norden, Jaroměř und Semonice im Osten, Černožice und Smiřice im Süden sowie Habřina und Neznášov im Westen.

## Geschichte
Rožnov wurde im Jahre 1387 erstmals urkundlich erwähnt.

## Gemeindegliederung
Zur Gemeinde Rožnov gehört der Ortsteil Neznášov (Nesnaschow).